# Пресика (Врбовско)
Пресика (хрв. Presika) је насељено место у граду Врбовско, Приморско-горанска жупанија, Хрватска.

## Историја
До територијалне реорганизације у Хрватској била је у саставу старе општине Врбовско.

## Становништво
У попису становништва из 2011. године, Пресика је имала 14 становника.
| Број становника према пописима | Број становника према пописима | Број становника према пописима | Број становника према пописима | Број становника према пописима | Број становника према пописима | Број становника према пописима | Број становника према пописима | Број становника према пописима | Број становника према пописима | Број становника према пописима | Број становника према пописима | Број становника према пописима | Број становника према пописима | Број становника према пописима | Број становника према пописима |
| ------------------------------ | ------------------------------ | ------------------------------ | ------------------------------ | ------------------------------ | ------------------------------ | ------------------------------ | ------------------------------ | ------------------------------ | ------------------------------ | ------------------------------ | ------------------------------ | ------------------------------ | ------------------------------ | ------------------------------ | ------------------------------ |
| 1857                           | 1869                           | 1880                           | 1890                           | 1900                           | 1910                           | 1921                           | 1931                           | 1948                           | 1953                           | 1961                           | 1971                           | 1981                           | 1991                           | 2001                           | 2011                           |
| 72                             | 92                             | 105                            | 103                            | 84                             | 88                             | 75                             | 90                             | 70                             | 78                             | 72                             | 50                             | 35                             | 29                             | 18                             | 14                             |

Напомена: Од 1910 до 1970. исказивано под именом Пресика Врбовска.